# Stemonoporus canaliculatus
Stemonoporus canaliculatus là một loài thực vật thuộc họ Dipterocarpaceae. Đây là loài đặc hữu của Sri Lanka.